# قلعه جنوب غربی سردره
قلعه جنوب غربی سردره مربوط به ۶ و۷ ه‍.ق است و در شهرستان گرمسار، بخش ایوانکی، شهرایوانکی، ۱۰ کیلومتری جنوب شرق شهر ایوانکی، ۱۴۰ متری جنوب غربی قلعه شرقی سردره واقع شده و این اثر در تاریخ ۲۶ اسفند ۱۳۸۷ با شمارهٔ ثبت ۲۶۱۹۷ به‌عنوان یکی از آثار ملی ایران به ثبت رسیده‌است.